# Wolarski Żleb
Wolarski Żleb – żleb w Wąwozie Kraków w polskich Tatrach Zachodnich. Opada spod Wolarskiego Przechodu (ok. 1490 m) do Płaśni między Progi (ok. 1320 m). Jest stromy i na całej swojej długości po obydwu stronach ograniczony lasem, ale dno ma trawiaste. Bez trudności można nim z Wąwozu Kraków wyjść na Wolarski Przechód.